# Garysburg
Garysburg es un pueblo ubicado en el condado de Northampton, en el estado estadounidense de Carolina del Norte. Según el censo de 2010, en ese momento tenía una población de 1057 habitantes. Tiene una población estimada, en 2019, de 880 habitantes.

## Geografía
Garysburg se encuentra ubicado en las coordenadas 36°26′59″N 77°33′35″O / 36.44972, -77.55972. Según la Oficina del Censo, la localidad tiene un área total de 2,5 km² (1 mi²), de la cual 2,5 km² (1 mi²) es tierra y 0 km² (0 mi²) (0.0%) es agua.

### Localidades adyacentes
El siguiente diagrama muestra a las localidades en un radio de 12 kilómetros (7,5 mi) de Garysburg.

## Demografía
En el 2000 la renta per cápita promedia del hogar era de $22.604, y el ingreso promedio para una familia era de $27.386. El ingreso per cápita para la localidad era de $14.172. En 2000 los hombres tenían un ingreso per cápita de $23.333 contra $20.682 para las mujeres. Alrededor del 28.40% de la población estaba bajo el umbral de pobreza nacional.